# François Victor Mérat de Vaumartoise
François-Victor Mérat de Vaumartoise (15 de julio de 1780 , París - 13 de marzo de 1851 , ibíd), fue un médico y botánico francés.
Con Jean Loiseleur-Deslongchamps (1774-1849), Jean Baptiste Mougeot, Chrétien G. Nestler (1778-1832), Gaspard Robert (1776-1857), se dedicó a su pasión por la botánica, realizando herborizaciones en el hinterland de París.

## Algunas publicaciones
- Traité de la colique métallique, vulgairement appelée colique des peintres, des plombiers, de Poitou, etc. ; avec une description de la colique végétale, et un mémoire sur le tremblement des doreurs sur métaux. París : Méquignon-Marvis, 1812
- Nouvelle flore des environs de Paris suivant le système sexuel de Linnée, avec l'indication des vertus des plantes usitées en médecine, des détails sur leur emploi pharmaceutique. París : Méquignon-Marvis, 1812
- con Jean-Baptiste Huzard padre. Rapports et observations sur l’épizootie contagieuse, régnant sur les bêtes à cornes de plusieurs départements de la France. París : Impr. de Mme Huzard, 1814, in-8°, 32 p. [extraído de un reporte a la Sociedad de la Facultad de Medicina de París, el 28 de abril de 1814, por M. Huzard, (…) sobre una epizootia mortal y contagiosa desarrollada por bueyes y vacas (…), dirigido por F.-R. Mérat] ; 3.ª ed. París : Mme Huzard, enero de 1815, in-8°
- Éléments de botanique, à l'usage des personnes qui suivent les cours du Jardin du Roi et de la Faculté de médecine de Paris. París : Crochard, 1822
- Dictionnaire des sciences médicales, editado por François-Pierre Chaumeton (1775-1819) & François Victor Mérat de Vaumartoise (1780-1851). París: Panckoucke, 1812-1822
- Dictionnaire universel de matière médicale et de thérapeutique générale, con Adrien Jacques de Lens, 7 vols. París : J.-B. Baillière, 1829-1846
- Manuel des eaux minérales du Mont-Dor. París : J.-B. Baillière, 1838
- Revue de la flore parisienne, suivie du texte du « Botanicon parisiense » de Vaillant con los nombres linneanos en regard, París : J.-B. Baillière, 1843

- La abreviatura «Mérat» se emplea para indicar a François Victor Mérat de Vaumartoise como autoridad en la descripción y clasificación científica de los vegetales.[2]